# 鄂大辛
鄂大辛（1957年—），中国学者，以对金属塑性加工和模具设计的研究知名。

## 生平
鄂大辛1957年生于中国吉林省长春市。1972年至1978年在中国一汽集团工作。1978年进入吉林工业大学（今吉林大学）机械制造系锻压工艺与设备专业学习，1982年获得学士学位。1991年起就读于日本名古屋工业大学(Nagoya Institute of Technology)机械工学科，1994年获硕士学位，1997年获博士学位。此后留日工作。1999年返回中国，担任北京理工大学机械工程与自动化学院（今机械与车辆工程学院）副教授，2008年调入该校材料学院任教至今。

## 成就
鄂大辛一直致力于对金属材料塑性成型工艺及模具的研究，尤其对汽车覆盖件的冲压成型和管材的回转牵引弯曲成型颇有研究。